# John Clayton (Bassist)

John Clayton (rechts) 1989 mit Jiggs Whigham. Mit freundlicher Genehmigung des Fraser MacPherson Estate

John Lee Clayton junior (* 20. August 1952 in Venice, Los Angeles) ist ein amerikanischer Jazz-Kontrabassist, Arrangeur und Bigband-Leader.

## Musik
John Clayton nahm seit dem 16. Lebensjahr Kontrabass-Unterricht, unter anderem bei Ray Brown. Bereits drei Jahre später spielte er zusammen mit Henry Mancini in dessen Fernsehserie The Mancini Generation. Mit dem Monty Alexander Trio und dem Count Basie Orchestra feierte er erste Erfolge, bevor er als Kontrabassist ins Amsterdam Philharmonic Orchestra aufgenommen wurde. In dieser Zeit wirkte er auch an Joe van Enkhuizens Album Back on the Scene mit. Nach fünf Jahren kehrte er in die USA zurück,  um sich in den Bereichen Jazz und Komposition weiterzubilden. Wenig später gründete er mit seinem Bruder, dem Saxophonspieler  Jeff Clayton, und dem Schlagzeuger Jeff Hamilton das Clayton-Hamilton-Orchestra und das Clayton Brothers Jazz Quintet. Von 1999 bis 2001 war er künstlerischer Leiter für das Jazz-Programm der Los Angeles Philharmonic Orchestra. In jüngster Zeit engagiert er sich als künstlerischer Leiter des Lionel Hampton Jazz Festivals. Außerdem unterrichtet er Jazz an der University of Southern California und ist Präsident der 1.500 Mitglieder starken International Bassist Association.
Clayton komponierte und arrangierte Musik für Künstler wie Diana Krall, Whitney Houston, Carmen McRae, Nancy Wilson, Ernestine Anderson, Michael Bublé, Quincy Jones, Dee Dee Bridgewater, Natalie Cole, die Tonight Show Band und die WDR-Bigband. Aufsehen erregte er 2009 mit der gemeinsamen Produktion mit Charles Aznavour, für die er für dessen Chansons neue Bigband-Arrangements schuf.
Er ist der Vater des Jazz-Pianisten Gerald Clayton.